# Apamea cristata
Apamea cristata är en fjärilsart som beskrevs av Augustus Radcliffe Grote 1878. Apamea cristata ingår i släktet Apamea och familjen nattflyn. Inga underarter finns listade i Catalogue of Life.